# Cryptocanthon curticrinis
Cryptocanthon curticrinis är en skalbaggsart som beskrevs av Cook 2002. Cryptocanthon curticrinis ingår i släktet Cryptocanthon och familjen bladhorningar. Inga underarter finns listade i Catalogue of Life.